# النصارية (نابلس)
النصارية هي قرية فلسطينية من قرى محافظة نابلس شمال الضفة الغربية. تقع على بعد 14 كم شرق مدينة نابلس. وقعت تحت الاحتلال الإسرائيلي بعد حرب 1967.

## التسمية
سميت قرية النصّارية بهذا الاسم نسبة إلى اسم الحوض التي أقيمت عليه عام 1948، ويعود أصل سكان التجمع إلى السبع، وبسطة الفالق وأم خالد.

## الجغرافيا
تقع قرية النصّارية شرق محافظة نابلس،  تبلغ مساحة أراضيها قرابة 8,203 دونمًا. يحدها من الشرق طمون وبيت حسن، ومن الشمال طمون والباذان، ومن الغرب الباذان والعقربانية، ومن الجنوب العقربانية تقع قرية النصّارية على ارتفاع 24 مترًا فوق سطح البحر.يبلغ المعدل السنوي للأمطار فيها حوالي 320.8 ملم، أما معدل درجات الحرارة فيصل إلى 20 درجة مئوية.

## التاريخ

### الإدارة الأردنية
في أوائل خمسينيات القرن العشرين أتبعت النصّارية للحكم الأردني بين حربي 1948 و1967.

### النكسة
وقعت النصّارية تحت الاحتلال الإسرائيلي بعد حرب 1967.

### السلطة الفلسطينية
بعد تأسيس السلطة الفلسطينية، قسمت أراضي القرية إلى قسمين، الأول شكل حوالي 0.3% وعرف باسم المنطقة «أ» بينما القسم الأخير شكل النسبة المتبقية من مساحة القرية وعُرف باسم المنطقة «ب». أُتبعت القرية إداريًا لمحافظة نابلس.

## السكان
بلغ عدد سكان القرية في عام 2006 نحو 1,354 نسمة، وفي إحصائيات التعدد السكاني والمساكن الذي أعده الجهاز المركزي للإحصاء الفلسطيني عام 2007، والمساكن الذي نفذه الجهاز المركزي للإحصاء الفلسطيني في عام 2007، بلغ عدد سكان النصارية 1561 نسمة، وبلغ عدد الأسر 259 أسرة، و304 وحدة سكنية.يعتمد سكان النصارية فب اقتصادهم عدة قطاعات، أهمها قطاع الزراعة حيث حيث تشكل نسبة 50% من القوى العاملة كما ظهر في نتائج المسح الميداني الذي قام به معهد أريج في سنة 2013.

### العائلات
- عائلة الملالحة
- عائلة صلحات
- عائلة أبو زهدي
- عائلة شتيه

## المؤسسات والخدمات
يوجد في القرية مؤسسات حكومية وأهلية وجمعيات تقوم بتقديم الخدمات في المجالات الرياضية والثقافية والحكومية وغيرها، ومن هذه المؤسسات:
- مكتب إرشاد زراعي
- المجلس القروي الذي تأسس عام 1996، وهو مسجل في وزارة الحكم المحلي للتواصل بشأن القضايا المتعلقة بالقرية، وخدمة السكان، وخدمات البنية التحتية.
- جمعية النصارية الخيريةالتي تأسست عام 2010، من قبل وزارة الداخلية، تهتم بالمرأة بشكل خاص من خلال تقديم خدمات ودورات تدريبية في مجالات مختلفة كدورات الحاسوب.
- جمعية النصارية التعاونية للري الزراعي التي تأسست عام 2011، من قبل مجموعة من مزارعي القرية، تقوم بالإشراف على مشروع الري المتكامل.

## التعليم والصحة
حتى العام الدراسي 2011/2012، لا توجد أي مؤسسة تعليمية في القرية من مدرسة أو رياض أطفال، فيقوم طلاب القرية بالتوجه إلى مدارس قرية العقربانية المجاورة، والتي تبعد عنهم مسافة 6 كم، أو التوجه إلى مدارس مدينة نابلس الثانوية، والتي تبعد عنهم مسافة 17 كم. تبلغ نسبة الأمية في القرية نحو 11.3% عام 2007.
يوجد في القرية عيادة صحية حكومية أنشئت عام 2000، وهي مصنفة ضمن المستوى الثانيويوجد مركز صحي تابع لوكالة الغوث، وعيادة خاصة، ويقوم السكان بالتوجه إلى مستشفى رفيديا في نابلس في حال عدم الحصول على الخدمات الطبية الكافية، ولا يوجد في القرية سيارة إسعاف.

## البنية التحتية
أنشئت شبكة الكهرباء عام 1994، حيث تتزود القرية بالكهرباء من شركة الكهرباء القُطرية الإسرائيلية، كما اعتمد أهالي قرية النصّارية على مياه الآبار الارتوازية حتى عام 2002 – 2006، حتى أقيمت شبكة مياه للقريةلا تتوفر شبكة صرف صحي في القرية، ويعتمد الأهالي على الحفر الامتصاصية والصماء التي تسبب الكثير من الأمراض وتلوث المياه الجوفيةيتوفر في القرية شبكه للهاتف تعمل من خلال مقسم يوجد في داخل القرية، وتوجد مواصلات عامة وخاصة لنقل المواطنين.

## الاحتلال الإسرائيلي
تعاني قرية النصارية من التضييق الذي يفرضه الاحتلال الإسرائيلي في المخططات الاسرائيلية التي تم تنفيذها أو التي يسعى لها، وتستهدف مصادرة واستيطان معظم اراضي الاغوار، والتي تشكل حوالي 30 % من اراضي الضفة الفلسطينية المحتلة، حيث تعتبر أراضي المصارية من ضمنها، لا تحظى القرية بمشاريع صحية ومائية وتتعلق بالبنية التحتية خصوصًا أنها تحتاج الى تغيير شبكة الكهرباء، تطالب القرية بحماية السلع الزراعية ودعمها وفتح الاأسواق لها، و تقديم الدعم في تربية المواشي قبل أن تنقرض، ببسب ما يمارسه الاحتلال على الاقتصاد الفلسطيني.